# Claybrooke Parva
 (octobre 2023).
Pour les articles homonymes, voir Claybrooke et Parva (homonymie).
Claybrooke Parva est une paroisse civile et un village du Leicestershire, en Angleterre.